# NGC 28
NGC 28 è una galassia ellittica situata nella costellazione della Fenice. È stata scoperta il 28 ottobre 1834 dall'astronomo inglese John Herschel.